# Sciocorini
Tribu
Les Sciocorini sont une tribu d'insectes hétéroptères (punaises) de la famille des Pentatomidae et de la sous-famille des Pentatominae.

## Historique et dénomination
La tribu des Sciocorini a été décrite par les entomologistes français Charles Jean-Baptiste Amyot et Jean Guillaume Audinet-Serville en 1843.

## Taxinomie
Liste des genres rencontrés en Europe
Selon Fauna Europaea (7 déc. 2015) :
- Dyroderes Spinola, 1837
- Menaccarus Amyot & Serville, 1843
- Sciocoris Fallen, 1829